# Hrvatski narodni otpor
Chorwacki Opór Narodowy (chorw. Hrvatski narodni otpor/odpor, HNO) znany też jako Otpor – chorwacka organizacja antykomunistyczna i terrorystyczna, działająca w latach 1957–1991.
Organizację założył ok. 1955 były ustaszowski generał i twórca chorwackich obozów śmierci dla Serbów, Żydów i Cyganów Vjekoslav Luburić. Jej celem było dążenie do rozpadu SFRJ i utworzenia niepodległego państwa chorwackiego. Liczyła kilka tysięcy członków i była najbardziej aktywną organizacją działającą w kręgu chorwackiej diaspory. Najaktywniejsze struktury HNO działały w Hiszpanii, Niemczech, USA i Kanadzie. Jedna ze struktur HNO działała w Argentynie, kierowana przez ustaszowskiego zbrodniarza wojennego Dinko Šakicia. Organizacja wydawała miesięcznik Drina, który ukazywał się do 1991.
Początkowo organizacja prowadziła głównie działalność propagandową i organizowała szkolenia wojskowe dla swoich członków. Po śmierci Luburicia, który padł ofiarą zamachu w 1969 część działaczy HNO zdecydowała się na włączenie do działań organizacji metod terrorystycznych. W 1971 grupa kierowana przez Miro Barešicia i Anđelko Brajkovicia dokonała zamachu na jugosłowiańskiego dyplomatę Vladimira Rolovicia, pracującego w ambasadzie w Sztokholmie. Schwytani przez policję sprawcy zamachu zostali uwolnieni w 1972 przez grupę kierowaną przez Nikolę Lisaca. 10 września 1976 pięć osób, związanych z HNO porwało samolot Boeing 727 linii Trans World Airlines, odbywający lot na trasie z Nowego Jorku do Chicago. Porywacze zażądali skierowania samolotu do Nowej Fundlandii, a stamtąd do Paryża wraz z 81 pasażerami na pokładzie. Organizatorzy porwania Zvonko Busić i jego żona Julienne Busić stanęli w 1977 przed amerykańskim sądem i zostali skazani na kary dożywotniego pozbawienia wolności.
W 1976 władze niemieckie zdelegalizowały HNA jako organizację zagrażającą bezpieczeństwu wewnętrznemu Republiki Federalnej Niemiec. W 1982 grupa działaczy HNO stanęła przed sądem w Nowym Jorku, pod zarzutem podpalenia jugosłowiańskich instytucji działających w USA (Jugobank, JAT), a także o zamachy bombowe (bomby przesyłano w książkach). Głównym oskarżonym w procesie był Mile Markić.
Działacze HNO współpracowali z chorwackim ministerstwem obrony w czasie chorwackiej wojny o niepodległość, starając się zdobyć broń dla armii walczącej przeciwko Serbom. W sierpniu 1991 w Chicago aresztowano czterech członków HNO pod zarzutem przemytu broni, w tym rakiet przeciwlotniczych, które miały być wysłane do Chorwacji.